# Ludmiła Diemidiuk
Ludmiła Nikołajewna Diemidiuk (ros. Людмила Николаевна Демидюк; ur. 4 marca 1936 w Moskwie) – rosyjska językoznawczyni. Zajmuje się językiem malajskim (malezyjskim i indonezyjskim), indonezyjską normą literacką, a także jej interakcją z dialektem dżakarckim.
W 1964 r. ukończyła studia w Instytucie Języków Orientalnych Moskiewskiego Uniwersytetu Państwowego. W 1970 r. uzyskała stopień kandydata nauk filologicznych, a w 1976 została docentem.

## Twórczość
- Uczebnik indoniezijskogo jazyka. W 2-ch cz. (współautorstwo; cz. 1 – 1975, cz. 2 – 1985)
- Uczebnik indoniezijskogo jazyka. Naczalnyj kurs (współautorstwo, 2013)
- Russko-indoniezijskij słowarʹ. Około 25 tys. słow (współautorstwo, 2004)
- Bolszoj russko-indoniezijskij słowarʹ (współautorstwo, 2016).